# 沃克號驅逐艦 (DD-163)
沃克號驅逐艦（舷號DD-163）是一艘美國海軍建造的驅逐艦，為維克斯級驅逐艦的89號艦。她是美軍第一艘以沃克為名的軍艦，以紀念美國內戰時期的海軍軍官約翰·G·沃克（John Grimes Walker）。
沃克號在1918年於霍河造船廠開始建造，在同年下水，於1919年服役，其時第一次世界大戰已經結束。稍後沃克號分別在大西洋及太平洋執勤，於1922年退役封存。1938年沃克號除籍預備出售拆解，後臨時重新入籍，先後改為駁船及實驗艦。1941年沃克號拖行到珍珠港外海擊沉。